# Inondations de 2014 en Europe du Sud-Est
En mai 2014, de nombreuses inondations touchent une vaste région de l'Europe du Sud-Est, ainsi que l'Europe centrale. Entre les 13 et 18 mai, la dépression météorologique nommée Yvette, apporte les plus fortes inondations. Les précipitations relevées en Bosnie-Herzégovine et en Serbie sont les plus importantes enregistrées en 120 ans de mesures météorologiques. Le 20 mai, environ 49 personnes meurent en raison de la situation, et une centaine de milliers d'autres sont forcées d'évacuer leurs foyers. Les autorités indiquent que les inondations ont affecté plus de 1,6 million de personnes en Serbie et en Bosnie, après seulement une semaine.
Les eaux auraient causé plus de 2 000 glissements de terrain dans la région des Balkans, ainsi que des dégâts considérables dans les villes et villages. Les villes d'Obrenovac en Serbie, et Doboj en république serbe de Bosnie, sont les plus affectées.
La BERD a évalué les dégâts à plus de trois milliards d'euros, dont environ 1,5 milliard en Serbie et 1,3 en Bosnie-Herzégovine.

## Situation météorologique

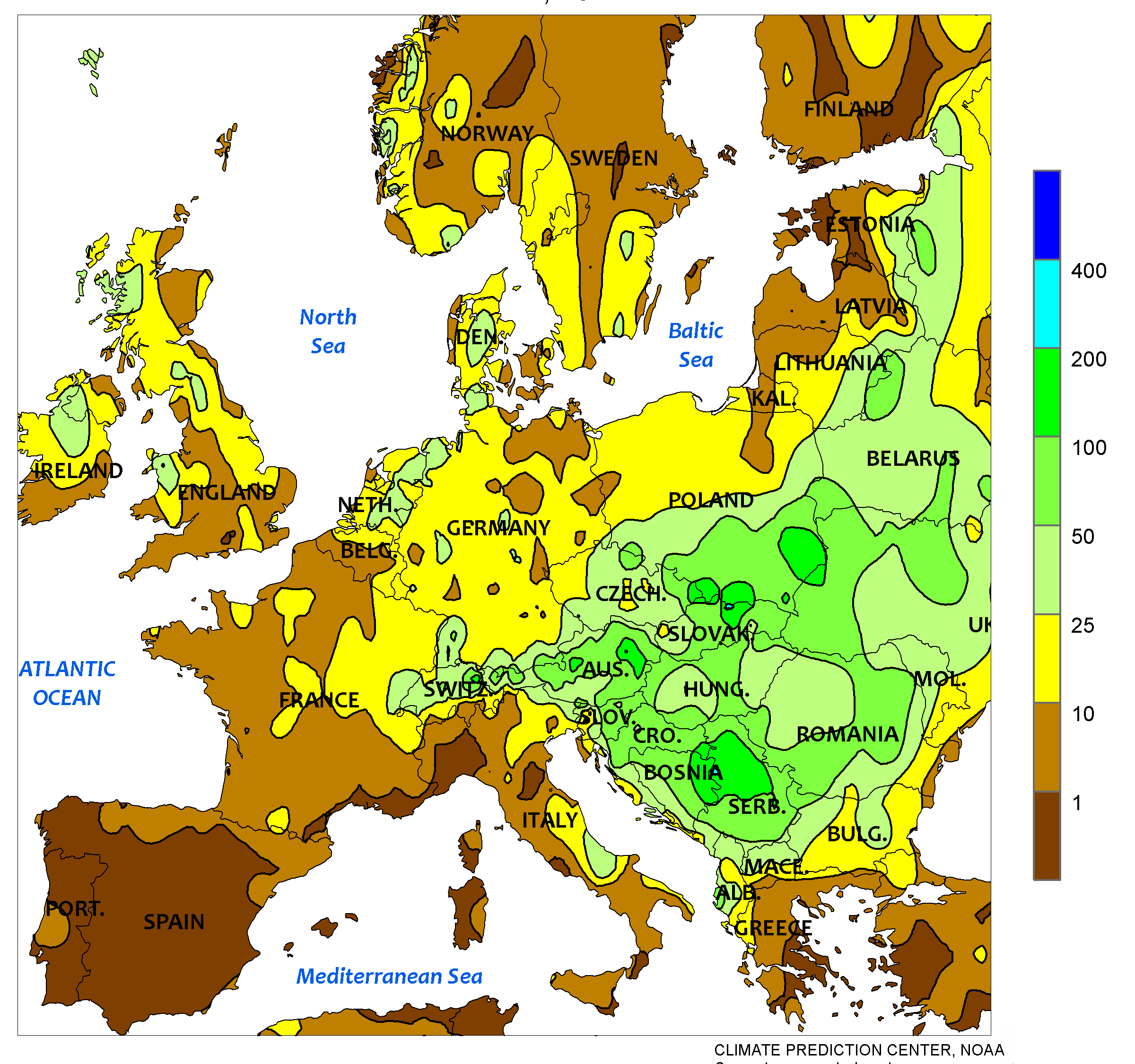
Total des précipitations du 11 au 17 mai.

Le 13 mai, un système dépressionnaire se forme sur l'Adriatique avec une intrusion d'air froid en provenance de l’Europe centrale sur la mer Méditerranée. Le contraste avec l'air chaud et humide de ce bassin a créé une condition favorable au développement intense du système qui se déplace vers les Balkans le 14 mai où une situation de blocage météorologique lui a permis de devenir stationnaire. Conséquemment, les fortes pluies associées à la dépression continuent de tomber aux mêmes endroits durant plusieurs jours.
Les services de météorologie de Serbie et de Bosnie-Herzégovine, les régions les plus touchées, ont donné à ce système le nom de « Tamara »,. Par contre l’université libre de Berlin le nomme « Yvette ». Le 18 mai, la dépression s'est finalement déplacée vers le nord en perdant de sa vigueur.

## Régions touchées
| Nationalité        | Mort |
| ------------------ | ---- |
| Serbie             | 33   |
| Bosnie Herzegovine | 24   |
| Croatie            | 2    |
| Roumanie           | 2    |
| Slovaquie          | 1    |

La Serbie et le nord de la Bosnie-Herzégovine sont les régions les plus touchées. Le 15 mai, la région de Belgrade a reçu une quantité de pluie de 205 l/m2 (205 mm/m2), battant le record de 175 l/m2 datant de 1897. Cette pluie fait suite à un autre épisode pluvieux qui a touché la Roumanie, l'Italie et la Bosnie les 3 et 4 mai. Le sol était donc détrempé et le ruissellement a causé des inondations non seulement dans les régions touchées par la pluie mais aussi dans celles situées en aval le long des cours d'eau. L'état d'urgence a été déclaré dans une vaste zone.

### Bosnie-Herzégovine

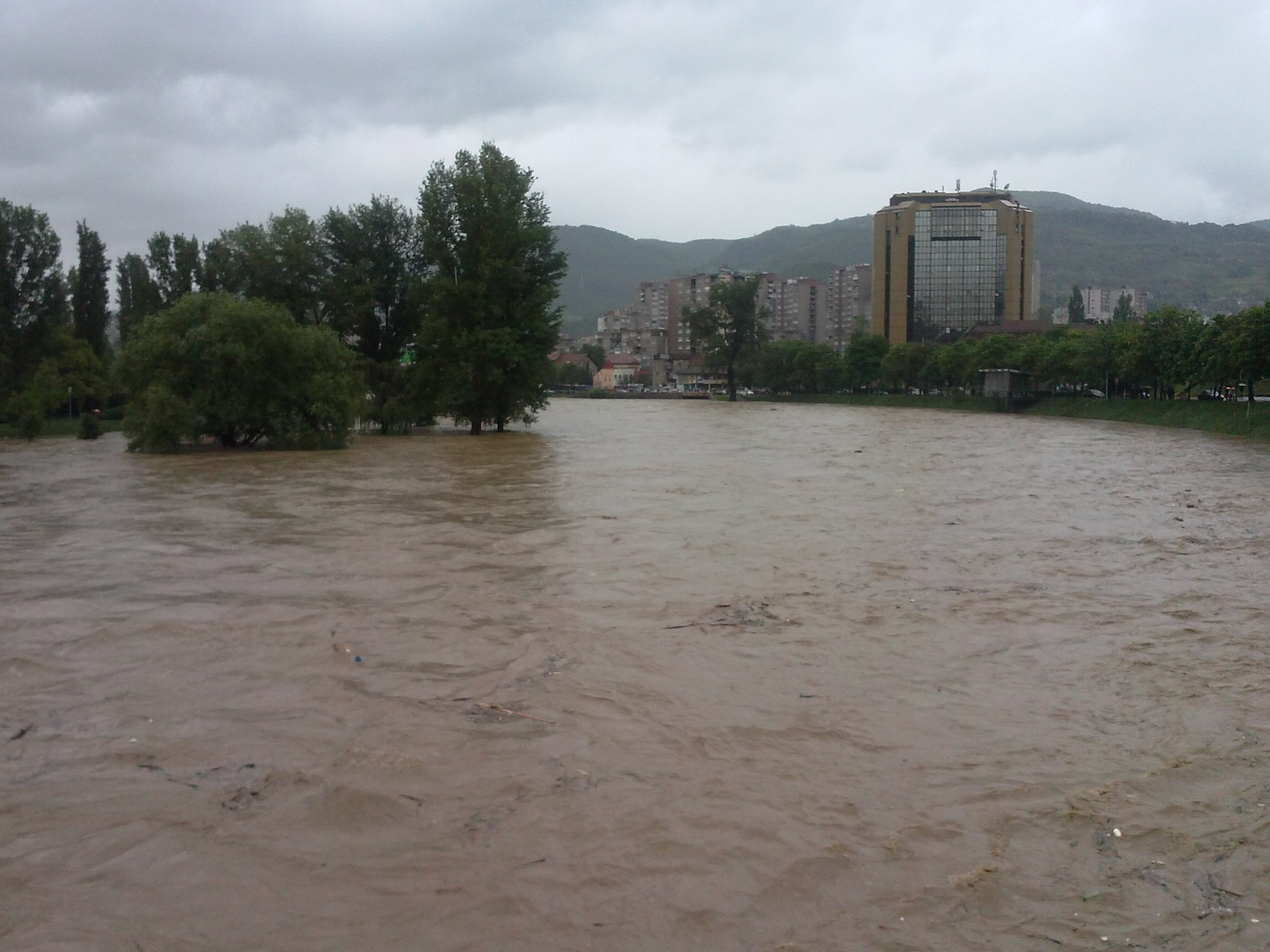
Inondations à Zenica, 15 mai 2014.

Une grande partie du nord de la Bosnie est touchée par les inondations, la vallée de la Bosna étant la plus affectée. Les cantons de Sarajevo et Tuzla sont également touchés. Le nord et le nord-est de la Bosnie, dont la région de Semberija, sont touchés par les inondations. Les rivières Bosna, Vrbas, Drina, Sana et Save ont également débordées. L'état d'urgence est décrété. Le sud et le centre de la Herzégovine ne sont pas affectés par les inondations.
La ville de Maglaj voit tomber l'équivalent de deux mois de pluie en 48 heures. Dans la ville de Zavidovići, une passerelle est filmée, balayée dans la Bosna. À Sarajevo, la Miljacka atteint le niveau des ponts de la ville. Le hameau de Parići, localisé à Hrasno Donje, dans la municipalité de Kalesija, est entièrement avalé par un glissement de terrain.
Le 20 mai, 24 morts sont confirmés en Bosnie-Herzégovine : 17 dans la république serbe de Bosnie, et 7 dans la fédération de Bosnie-et-Herzégovine. Lors d'une conférence de presse effectuée le 19 mai, le chef de Police de République serbe de Bosnie cite les noms des 17 victimes confirmées : 10 à Doboj, 2 à Šamac, 2 à Modriča et un chacun à Bijeljina, Vlasenica et Donji Žabar ; 7 personnes sont également portées disparues. Un jour de deuil national est décrété dans tout le pays.

### Croatie

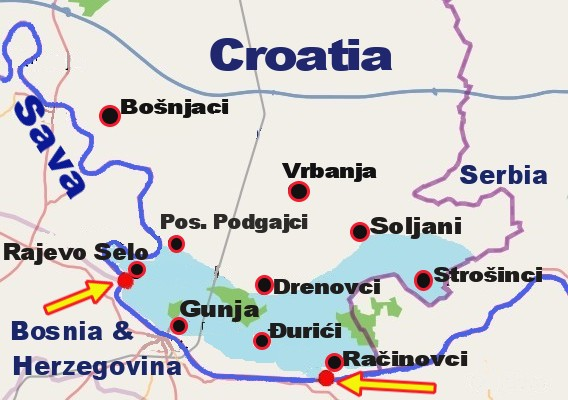
Inondations en Croatie ; les points rouges indiquent les ruptures de digues.

La Slavonie est la région la plus touchée par les inondations. La digue située dans la Save commence à se rompre près de Rajevo Selo et Račinovci, forçant ainsi l'évacuation de la population à Gunja, Rajevo selo et Račinovci. Le 19 mai, près de 15 000 personnes dans la région croate est sont évacuées. La digue de Slavonski Šamac atteint, elle, un point critique causé par l'énorme quantité d'eau en provenance de Bosnie. De nombreux officiels rapportent que si la digue cédait, le sud de la Slavonie et sa population de 300 000 personnes, seraient inondés. Des inondations touchent également la région de Banovina, en particulier les villes de Hrvatska Kostajnica et Dvor, principalement causées par la Una, dans le niveau n'a pas monté depuis 1955.

### Roumanie
Il s'agit de la troisième inondation majeure survenue en Roumanie depuis fin avril 2014. Plus de 8 000 personnes sont isolées et 2 000 hectares de terres sont submergés par les eaux. 125 villages sont affectés par les eaux en à peine deux jours. Au total, une trentaine de routes ont été fermées ou partiellement détruites par les eaux et la boue. Sur le Danube, le secteur des Portes de Fer à Zimnicea est placé en alerte aux crues. Dans le département de Vrancea, un homme de 50 ans est emporté par l'inondation et retrouvé mort le lendemain. Bucarest est dévasté par des pluies torrentielles accompagnées de grêle et de rafales de vent. De nombreuses routes sont inondées, des arbres sont arrachés, et une épaisse couche de grêlons paralyse les transports de la capitale.

### Serbie

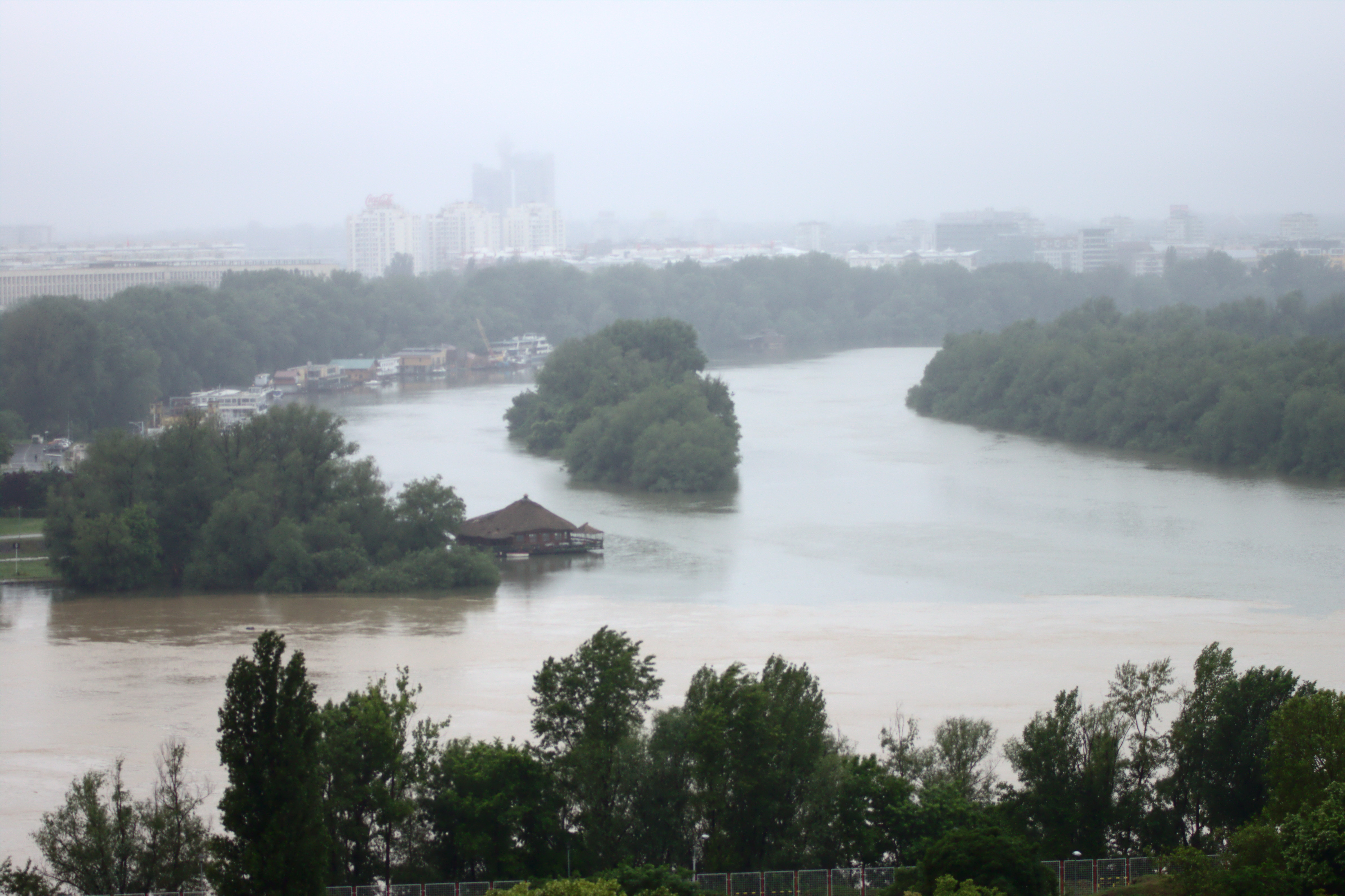
Vue de la Save et du Danube à Belgrade, lors des inondations.

La ville d'Obrenovac est la plus durement touchée, avec 90 % de la ville affectée par les inondations. Pendant la nuit du 15 au 16 mai, la Kolubara inonde les résidents par surprise. La ville entière, avec un total de 24 000 personnes, est évacuée,. Le 18 mai, le niveau de l'eau baisse et permet aux camions l'évacuation des citoyens d'Obrenovac.
À Krupanj, à l'ouest de la Serbie, des torrents, des coulées de boue, et des glissements de terrain dévastent l'infrastructure et détruisent une douzaine de foyers. Les routes sont endommagées et restent inaccessibles pendant trois jours, celle menant à Loznica reste inaccessible pendant une journée. Toute la municipalité est privée d'électricité. L'eau n'est pas potable et les habitants sont menacés par des coulées de boue. Près de 500 foyers sont sérieusement endommagés et 20 sont totalement inhabitables. Une partie du village de Rebelj, dans la municipalité de Valjevo, est complètement ravagée par des glissements de terrain. Dans la vallée de Drina, proche de la frontière bosniaque, des pluies torrentielles déclenchent des glissements de terrain, et coupent de nombreux villages de toute communication. À Mali Zvornik, un glissement de terrain menace Zvornik,.

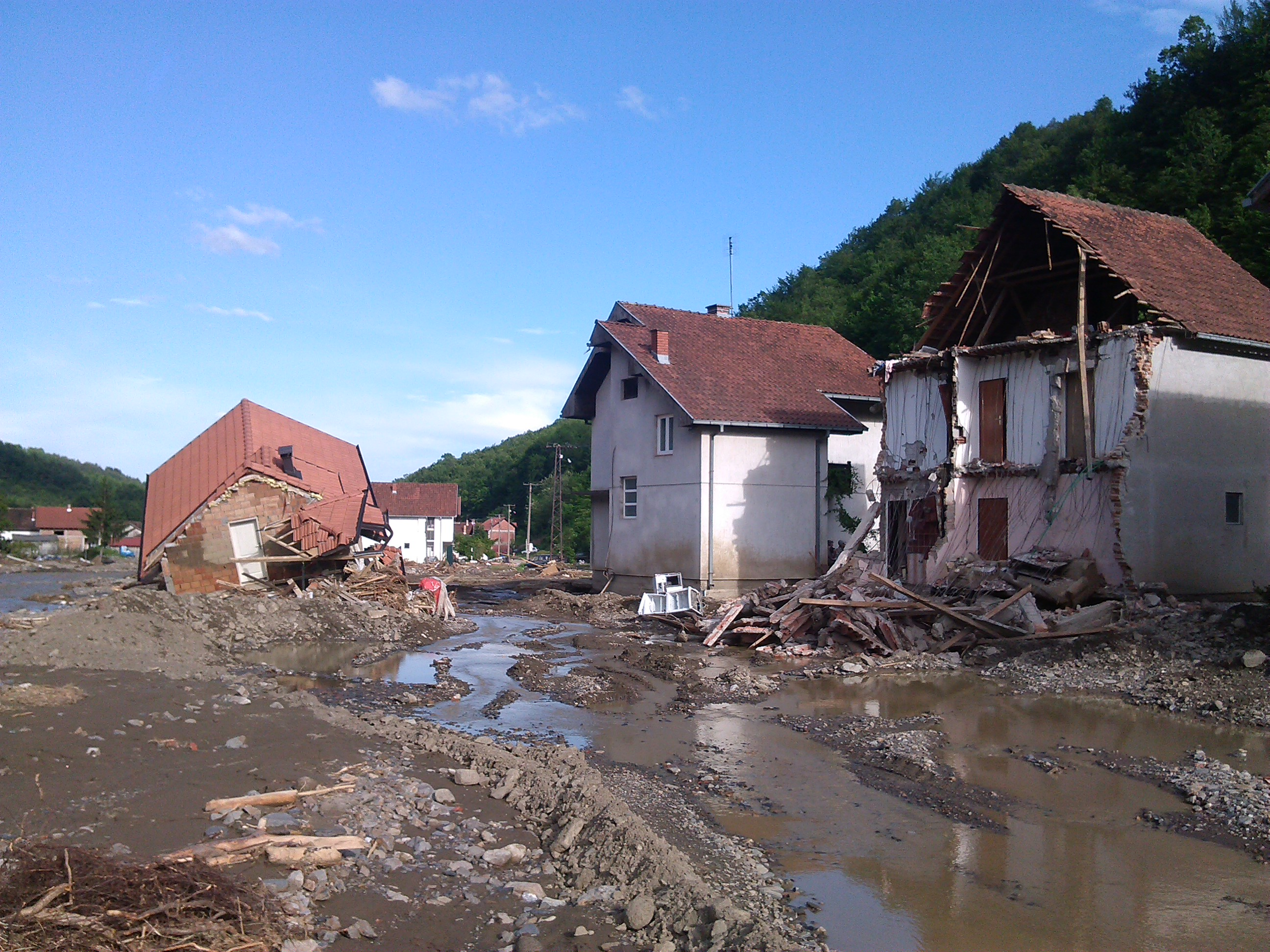
Krupanj après l'inondation.

Les inondations frappent Šabac le 18 mai, mais les digues parviennent à résister grâce à l'intervention des forces militaires et de plusieurs milliers de bénévoles. L'eau de la Save atteint un niveau de 6,3 mètres, le plus haut jamais enregistré, menaçant Šabac et Sremska Mitrovica ; par anticipation, une digue de 7,3 mètres de hauteur est construite.
Plus à l'est, dans les vallées des rivières Morava, Resava et Mlava, les centres-villes de Paraćin, Petrovac na Mlavi, Svilajnac et Smederevska Palanka sont inondés,. Pendant les inondations, 300 000 foyers sont privés d'électricité. Le ministre de l'écologie serbe, Aleksandar Antić, appelle les habitants à économiser l'électricité autant qu'ils le peuvent,. Encore plus à l'est, la société TPP Kostolac, qui fournit 11 % de l'électricité en Serbie, est menacée par les inondations.
Pendant les inondations, les transports du pays, en particulier ceux des régions ouest et centre, sont interrompus. 2 260 services publics, industriels et infrastructures sont inondés, et 3 500 sont détruits. 80 000 hectares de terres agricoles sont submergés par les eaux.
Le 20 mai, le gouvernement serbe décrète trois jours de deuil national en hommage aux victimes des inondations,,. Le premier-ministre serbe Aleksandar Vučić déclare ses inondations comme la « pire catastrophe naturelle jamais survenue en Serbie. »

### Slovaquie
Des inondations et des rafales de vent sont causées par un cyclone qui a également frappé la Slovaquie, durant lequel un homme a trouvé la mort.

## Réactions
Des officiels expliquent que les régions agricoles affectées mettront 5 ans pour redevenir des zones cultivables. La commissaire européenne à la coopération internationale, à l'aide humanitaire et à la réaction aux crises Kristalina Georgieva explique que la Croatie et la Serbie auront la possibilité de toucher une aide des Fonds de solidarité de l'Union européenne (en) d'un milliard d'euros en un an, mais cette information est démentie. Les Fonds de solidarité de l'UE s'élèvent à 500 millions d'euros en 2014 ; néanmoins, un pays affecté par une catastrophe naturelle ne peut espérer toucher que 10 millions.

### Réponses internationales
De nombreux pays et organisations ont réagi en fournissant de l'aide aux pays concernés par cet évènement météorologique.
- Union européenne — de nombreux pays ont répondu à la demande déposée par la Serbie et la Bosnie-Herzégovine à l'Emergency Response Coordination Centre[49]. Au 19 mai, plus de 220 sauveteurs de divers pays de l'Union sont présents en Serbie[50].
- Albanie — le gouvernement albanais déploie cinq unités de recherches et d'aide à la Bosnie[51].
- Allemagne — envoi de 15 sauveteurs, de trois pompes et de cinq camions en Serbie[52].
- Autriche — envoi d'une équipe de secours de la défense civile avec des pompes de grande capacité en Serbie[52].
- Azerbaïdjan — le gouvernement envoie 40 tonnes d'aide humanitaire dans les zones sinistrées de Bosnie-Herzégovine[53],[54].
- Belgique — envoi du groupe B-FAST avec un convoi de 10 camions transportant une station de traitement de l'eau et des pompes pour fournir de l'eau potable à la population de Bosnie-Herzégovine[55].
- Biélorussie — Le président Lukashenko ordonne l'envoi immédiat d'aide[56].
- Bulgarie — envoi de deux camions de pompiers avec 10 pompes à moteur, de véhicules avec 16 pompes à eau de grande capacité et deux bateaux en Serbie[52].
- Croatie — acheminement de deux hélicoptères de transport militaire en Bosnie-Herzégovine (opérant l'un dans la Banja Luka, et l'autre à Maglaj), de 6 équipes du Service croate de Sauvetage en Montagne avec 15 secouristes, et 25 membres de l'unité de la protection civile et des pompiers avec 10 véhicules et 3 bateaux[57] ; envoi de 65 tonnes d'eau potable dans les zones touchées en Serbie; envoi des unités de lutte anti-incendie et d'intervention de défense civile avec 15 membres, 5 véhicules et 2 bateaux. La Croix-Rouge croate a ouvert un compte pour les dons aux victimes des inondations en Croatie, en Bosnie-Herzégovine et en Serbie : Le 20 mai, elle annonce que 4 815 681,17 kuna (632 186,57 €) ont été versés pour les victimes des inondations en Croatie, 543 789,71 kuna (71 386,9 €) pour les victimes en Bosnie-Herzégovine et 435 480,82 kuna (57 168,47 €) pour les victimes en Serbie[58].
- Estonie — l'Estonie déploie une équipe de secours et 87 000 € à la Bosnie-Herzégovine[59],[60].
- États-Unis — des hélicoptères américains sont déployés en Bosnie et en Serbie[61]. Les ambassades américains en Bosnie et en Serbie s'organisent de telle manière à ce que les aides fournies soient de première nécessité comme la nourriture, les couvertures, des kits portables de cuisine, des générateurs d'électricité et des pompes d'eaux[62].
- France — L'ambassadeur français en Serbie, François-Xavier Deniau, annonce l'envoi d'urgence humanitaire française en Serbie. Une équipe de 40 membres est également déployée[63].
- Hongrie — Déploiement de cinq bateaux et d'un hélicoptère en Serbie[52].
- Islande — Le gouvernement islandais fait don de 3 millions ISK (19 500 €) à la Bosnie et à la Serbie[64].
- Israël — Des médicaments, couvertures, et de la nourriture, notamment, sont envoyés en Serbie[65].
- Iran — La Red Crescent Society of the Islamic Republic of Iran envoie de l'aide à la Serbie[66].
- Italie — Quatre bateaux sont déployés et 200 000 € d'aide est envoyée à la Serbie depuis l'Italie, selon l'ambassadeur italien en Serbie, Giuseppe Manzo[67].
- Japon — Le Japon envoie pour 10 000 000 ¥ d'aide à la Bosnie-Herzégovine[68],[69].
- Luxembourg — Le Luxembourg déploie une équipe de 24 membres au nord de la Bosnie[70].
- Kosovo — Les ministres des Forces de sécurité du Kosovo Agim Çeku offrent leur aide en déployant des équipes de secours en Bosnie et en Serbie, mais son offre est déclinée[71],[72],[73].
- Macédoine — 75 équipes de 150 bénévoles (150 volontaires originaires de Kumanovo, et d'autres régions), 45 pompes, 9 bateaux et autres équipements sont déployés. La Croix-Rouge macédoine, des universités et sociétés privées organisent des collectes de fonds pour les victimes[74].
- Monténégro — Des soldats de l'armée monténégraine sont déployés à Obrenovac.
- République tchèque — La République tchèque déploie des équipes de secours[52].
- Royaume-Uni — Le pays envoie 33 équipes de pompages d'eau et 4 bateaux à moteur en Bosnie[75].
- Russie — La Russie envoie de l'aide humanitaire en Serbie et 38 tonnes en république serbe de Bosnie[76]. Des avions-cargo russes ont notamment acheminé des vivres, des générateurs électriques et des embarcations de sauvetage[77]. Le Conseil de la fédération, la Chambre haute du Parlement russe, a également appelé à aider la Serbie[78].
- Suisse - Migros, le plus grand conglomérat d'entreprises suisse, fait don de 500 000 CHF à la Croix-Rouge suisse[79].
- Turquie – Le premier-ministre turc Recep Tayyip Erdoğan appelle le président bosniaque Bakir Izetbegović et le premier-ministre serbe Aleksandar Vučić à accepter ses condoléances. Il se dit également prêt à intervenir, si nécessaire, en Bosnie-Herzégovine et en Serbie[80].